# Frente Homossexual de Ação Revolucionária
A Frente Homossexual de Ação Revolucionária (em francês:  Front homosexuel d'action révolutionnaire – FHAR) foi um movimento parisiense autônomo, fundado em 1971, como resultado da aproximação entre feministas lésbicas e ativistas gays. Entre as pessoas notórias associadas à FHAR, pode-se citar Guy Hocquenghem, Christine Delphy, Daniel Guérin, Pierre Hahn, Laurent Dispot, Hélène Hazera, Jean Le Bitoux, René Schérer, Françoise d'Eaubonne, Patrick Schindler e Yves Hernot. Sua dissolução ocorreu em 1976.
A FHAR tornou-se conhecida por ter dado visibilidade à luta radical de gays e lésbicas durante a década de 1970, na sequência dos levantes estudantis e proletários ocorridos no maio de 1968, que deixaram pouco espaço para a libertação de mulheres e homossexuais. O movimento rompeu com antigos grupos homossexuais que consideravam mais resignados e até mesmo conservadores. A reivindicação central do movimento era a subversão do Estado burguês e cis-heteropatriarcal, bem como a derrubada de valores machistas, chauvinistas e homofóbicos então bastante presentes dentro dos círculos da esquerda e da extrema-esquerda.
A crescente presença de homens na FHAR, que eventualmente se tornaram maioria numérica e gradualmente obscureceram as questões feministas e as vozes lésbicas, provocou a desintegração do grupo. Em seguida, surgiram o Grupo de Libertação Homossexual (GLH) e as Gouines Rouges dentro do Movimento de Liberação das Mulheres (MLF).

## Origens e fundação

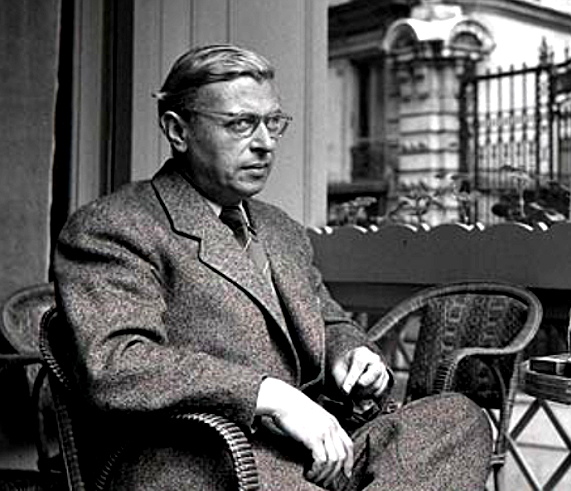
Jean-Paul Sartre, processado por publicar uma declaração da FHAR no jornal Tout!

Em sua origem, o grupo reunia feministas da MLF e lésbicas ligadas à associação da revista mensal Arcadie, na qual homossexuais começaram a ingressar a partir fevereiro de 1971. O grupo organizava reuniões na Escola Nacional Superior de Belas Artes, localizada em Paris, próxima ao Museu do Louvre. O estopim para a formação da FHAR foi um cartaz do Comitê Revolucionário de Ação Pederástica (em francês: Comité d'action pédérastique révolutionnaire) publicado na Universidade Sorbonne em maio de 1968.
Em 5 de março de 1971, o grupo interrompeu uma manifestação contra o direito ao aborto,  e em 10 de março atraiu a atenção do público ao perturbar e interromper uma transmissão de Menie Grégoire sobre o tema da homossexualidade, que estava sendo veiculada pela Rádio Luxemburgo.  O grupo defendia a liberdade sexual de todos os indivíduos e realizou publicações no jornal de esquerda Tout!, com destaque para a declaração veiculada na edição de fevereiro de 1971. O texto fazia referência ao Manifesto das 343:
| Nous sommes plus de 343 salopes Nous nous sommes faits enculer par des Arabes Nous en sommes fiers et nous recommencerons | Nós somos mais de 343 vadias Fomos enganadas pelos árabes Estamos orgulhosas disso e faremos novamente |

A edição em que constava tal texto foi apreendida das bancas pela polícia e o diretor da publicação, Jean-Paul Sartre, foi acusado e processado. Entretanto, a FHAR recorreu ao Conselho Constitucional da França para declarar que os ataques à liberdade de expressão eram inconstitucionais, e em julho de 1971 a acusação foi interrompida.
A FHAR denunciou o heterossexismo e a medicalização da homossexualidade. Em 1971, se manifestaram no Congresso Internacional de Sexologia, realizado em Sanremo. Eles também intervieram em reuniões políticas comunistas, com destaque para a manifestação realizada durante reunião no Maison de la Mutualité, onde Jacques Duclos disse aos militantes da FHAR: "Vão buscar tratamento, bando de pederastas, o Partido Comunista Francês (PCF) é saudável!".
Em 1º de maio de 1971, a FHAR marchou em conjunto com membros da MLF em uma manifestação sindical carregando uma faixa com os dizeres "Abaixo a ditadura do normal!". A FHAR também denunciava o heterossexismo e a medicalização da homossexualidade. Nesse sentido, uma ação notável foi a ação, por militantes da FHAR, contra uma conferência sobre a homossexualidade enquanto doença no Congresso Internacional de Sexologia, realizado em Sanremo em 1972.

## Dissidências e controvérsias
Diante do crescente número de homens desenvolvendo seus próprios centros de interesse, algumas mulheres que militavam pela FHAR se separaram e formaram o movimento dissidente  das Gouines Rouges com um enfoque no lesbianismo radical, a fim de continuar o combate contra o sexismo e o falocentrismo com o protagonismo feminista.
Outros grupos dissidentes de destaque foram os Gazolines, e os jornais Fléau social e o Antinorm. Eles também publicaram um  manifesto intitulado "Relatório contra a normalidade" em 1971 e um número especial da revista Research, dirigida por Félix Guattari em 1973.
Embora todos esses grupos possam ser identificados nos slogans da FHAR (como em "Trabalhadores de todos os países, acariciem-se!”) e compartilhassem a luta contra a heteronormatividade, eles acabaram se afastando uns do outros.

## Declínio e posteridade
Além disso, os membros do grupo começam a abandoná-lo, a exemplo de Daniel Guérin, por causa dos excessos dos Gazolines durante o enterro de Pierre Overney, um ativista maoísta que foi morto por um vigilante em 1972, e Françoise d'Eaubonne, que não enxergava mais motivos para permanecer no grupo.
A polícia proibiu reuniões na Escola Nacional Superior de Belas Artes em fevereiro de 1974, e a FHAR abandonou suas ações radicais.
No entanto, a FHAR deixou descendentes. O radicalismo do movimento e a alta politização também foram adotados pelos movimentos LGBT na década de 1990, inspirando em parte o atual movimento queer nos Estados Unidos da América e na França.